# Herbert Douteil
Herbert Douteil CSSp (* 24. August 1935 in Grefrath) ist ein deutscher römisch-katholischer Theologe und Priester.

## Leben
Von 1955 bis 1956 absolvierte er das Noviziat in Heimbach. Von 1956 bis 1962 studierte er Philosophie und Theologie
an der Ordenshochschule der Spiritaner in Knechtsteden. Nach der Priesterweihe 1961 studierte er von 1962 bis 1969 an den Universitäten Köln und Bonn. Nach der Promotion 1969 in Musikwissenschaft in Köln war er von 1970 bis 1979 seelsorgerlich und wissenschaftlich in Köln tätig. Seit 1979 ist er Missionar in der Prälatur Alto Juruá (jetzt Bistum Cruzeiro do Sul) unter Indios, Gummischneidern und Siedlern, Ausbildung von Katecheten, Auf- und Ausbau des Systems der Gesundheitspflege. Von 1980 bis 1993 leitete er das Kleine und Große Seminar der Spiritaner in Cruzeiro do Sul. Von 1994 bis 2002 lehrte er als Professor für Philosophie, Anthropologie und Exegese am Großen Seminar der Diözese von Cruzeiro do Sul. Von 2005 bis 2010 war er Generalvikar der Diözese Cruzeiro do Sul.

## Schriften (Auswahl)
- Studien zu Durantis „Rationale divinorum officiorum“ als kirchenmusikalischer Quelle (= Kölner Beiträge zur Musikforschung. 52). Bosse, Regensburg 1969, OCLC 470269690, (Zugleich: Köln, Universität, Dissertation, 1969).
- Im blau-gelb-grünen Paradies. Die deutschen Spiritaner und ihre Werke im Süden Brasiliens. Missionsverlag Knechtsteden, Dormagen 1978, OCLC 1073147093.
- Mosaik der Hoffnung. Missionsverlag Knechtsteden, Dormagen 1987, OCLC 633138480.
- als Übersetzer und Mitarbeiter: Wilhelm Durandus: Rationale divinorum officiorum (= Liturgiewissenschaftliche Quellen und Forschungen. 107). Mit einer Einführung herausgegeben und bearbeitet von Rudolf Suntrup. 3 Bände. Aschendorff, Münster 2016, ISBN 3-402-11267-1.
- Die Concordantiae caritatis des Ulrich von Lilienfeld. Edition des Codex Campililiensis 151 (um 1355). 2 Bände (Band 1: Einführungen, Text und Übersetzung. Band 2: Verzeichnisse, Quellenapparat, Register, Farbtafeln der Bildseiten der Handschrift.). Aschendorff, Münster 2010, ISBN 978-3-402-12805-3.